# B&H Airlines
B&H Airlines fue una aerolínea con base en Sarajevo, capital de Bosnia y Herzegovina, que opera servicios para pasajeros tanto regulares como chárter. Su principal aeropuerto es el Aeropuerto Internacional de Sarajevo. La aerolínea era propiedad del gobierno de la Federación de Bosnia y Herzegovina (50.93 %), Turkish Airlines (49 %) y Energoinvest 0.07 %. En 2015 la compañía fue cerrada y como tal dejó de existir.

## Historia

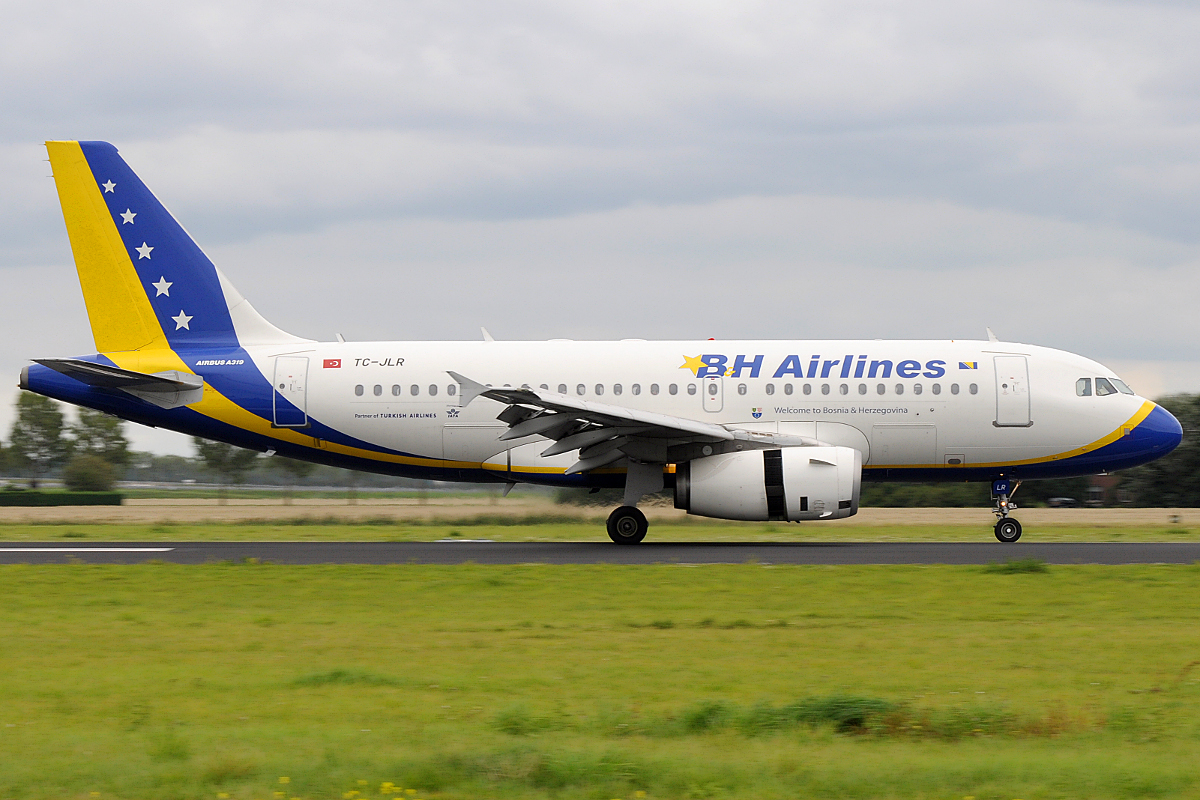
Airbus A319 de la aerolínea en el Aeropuerto de Ámsterdam-Schiphol

La compañía fue fundada en 1994 como Air Bosna. En el otoño de 2003 la aerolínea cesó sus operaciones debido a una creciente deuda que la empresa era incapaz de afrontar. En mayo de 2004 el Gobierno bosnio decidió colaborar en la creación de una nueva aerolínea bosnia. En junio de 2005 retomaron la actividad como B&H Airlines, operando dos ATR 72. [cita requerida] Está controlada en un 51 % por el Gobierno y en un 49 % por Energoinvest.[cita requerida]
Existen ciertos planes para que B&H Airlines se haga con aviones mayores que le permitan comenzar a operar a destinos a los que actualmente le es imposible llegar, como por ejemplo Escandinavia. Se planean vuelos a Copenhague, Oslo, Ámsterdam y otros lugares[cita requerida]. B&H Airlines ha heredado un encargo de 2 Airbus A319 realizado por Air Bosna. B&H Airlines pretende incrementar los vuelos desde el Aeropuerto de Bania Luka, pero esto solamente es posible si aumenta su flota y la demanda de dichos servicios es suficiente. Asimismo han sido presentados recientemente 2 vuelos al Aeropuerto Internacional Atatürk de Estambul, a los que seguirán servicios a Fráncfort del Meno y Colonia. [cita requerida]

## Destinos
- Alemania
  - Fráncfort del Meno (Aeropuerto de Fráncfort)

- Bosnia y Herzegovina
  - Sarajevo (Aeropuerto Internacional de Sarajevo) Hub

- Croacia
  - Zagreb (Aeropuerto de Zagreb)

- Serbia
  - Belgrado (Aeropuerto de Belgrado-Nikola Tesla)

- Suiza
  - Zúrich (Aeropuerto Internacional de Zúrich)

- Turquía
  - Estambul (Aeropuerto Internacional Atatürk)

### Código compartido
Gracias a acuerdos de código compartido, B&H Airlines también vuela con:
- Jat Airways
  - Belgrado (Aeropuerto Internacional Nikola Tesla de Belgrado)

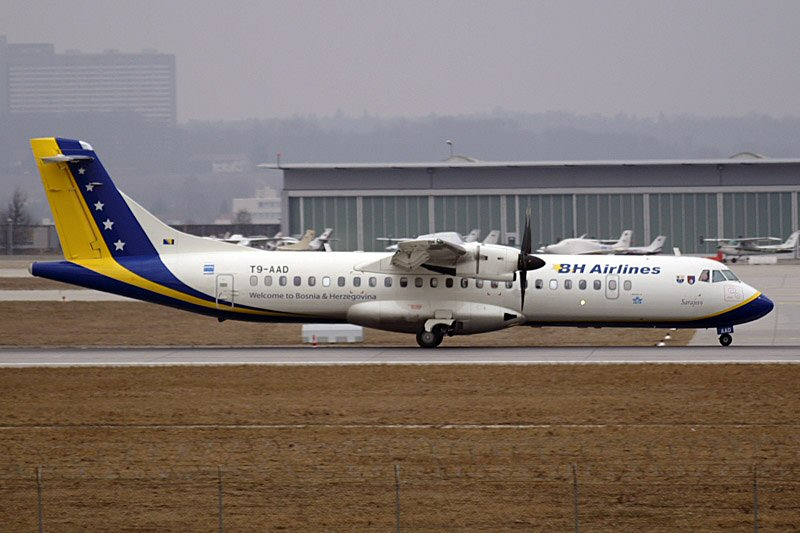
B&H Airlines ATR-72.

## Flota
A fecha de diciembre de 2010 la flota de B&H Airlines se componía de:
- Dos ATR 72-210
- Un Boeing 737-400
- Un CASA 212-200 D (carga)
- Dos Piper PA-34-200T Seneca II (chárter)

Están encargados además otros dos Airbus A319-100.